# Сураж (Підляське воєводство)
Су́раж (підляський говір Сураж), (пол. Suraż) — місто в північно-східній Польщі, на річці Нарев.
Належить до Білостоцького повіту Підляського воєводства.

## Історія

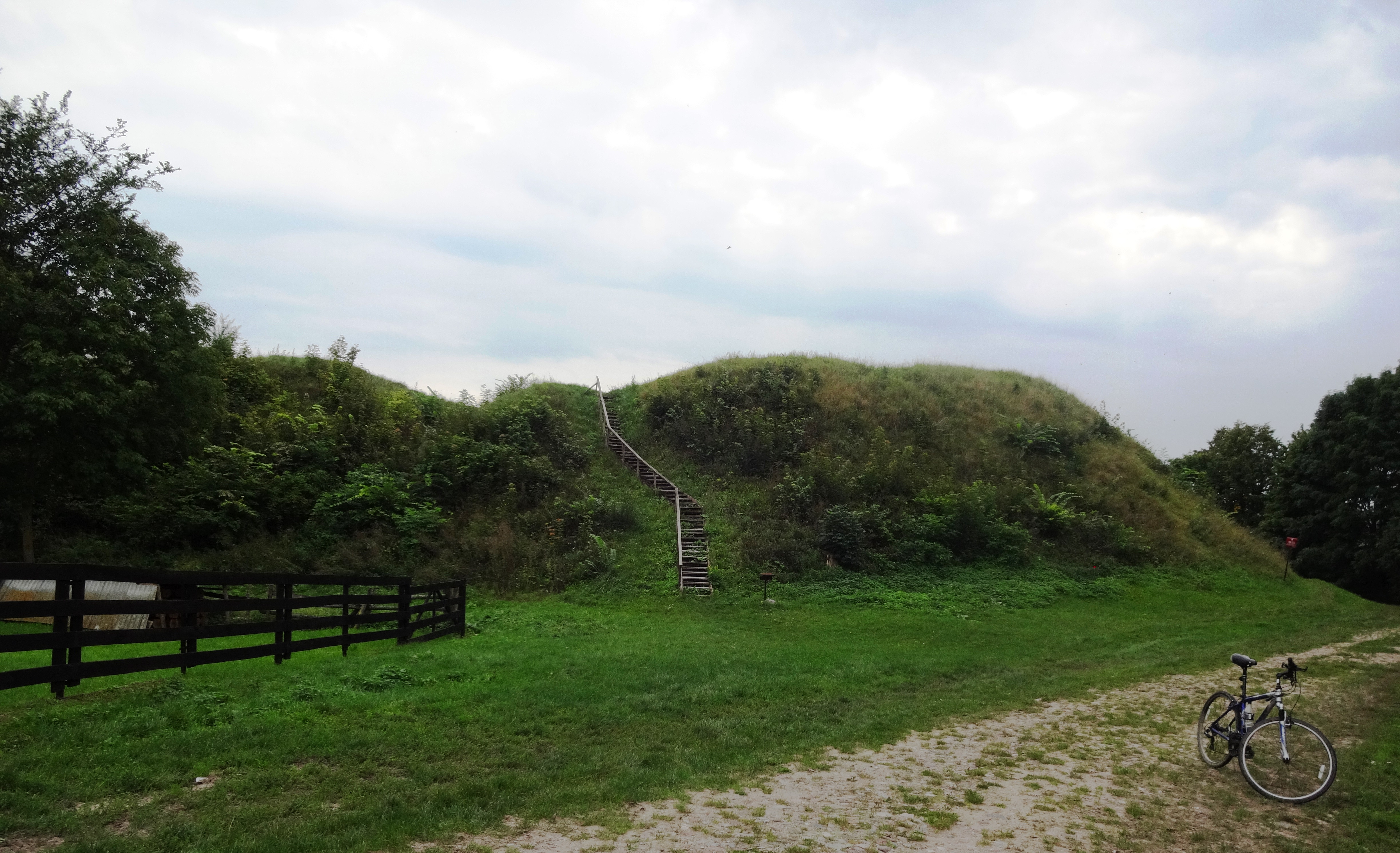
Замкова гора - городище давньоруського Сурожа

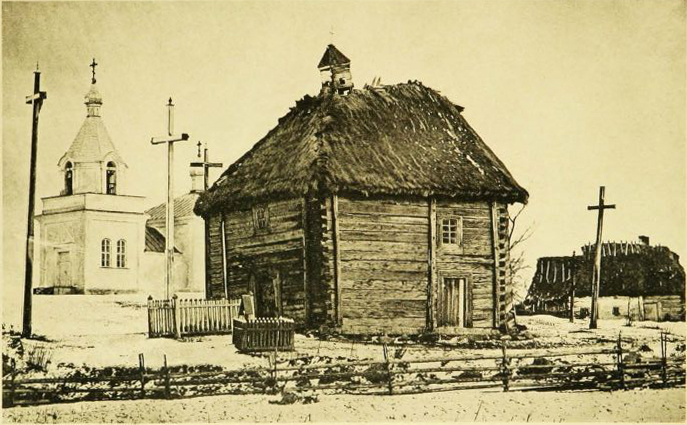
Стара та нова православні церкви у Суражі. Обидві зруйновані. - Православна церква знищена під час акції Ревіндикації

Історики вказують на містечко поруч із Більськ-Підляським та Наревом як на один із населених пунктів північної окраїни Галицько-Волинського князівства (Дорогичинської землі) в часи короля Данила і за Литовсько-руської доби. Археологічні дані свідчать про існування Суража не пізніше межі XII- XIII століття.
Дорогичинська земля почала оформлюватися ще в ХІ ст., коли формувався кордон Русі (Берестейщини) з Мазовією, ятвягами та Литвою. В цей же час оформився кордон найзахідніших руських земель з Польщею, який протягом ХІ-XIV ст. суттєво не змінювався. Кордон з польською Мазовією починався на р. Нарві. Найбільш висунутим на північний-захід руським городищем тут був Сураж розташований на лівому березі Нарви, біля гирла р. Лізи. Починаючи з ХІ ст. між р. Боброю та Нарвою простягалася лісиста прикордонна територія, яку взяла під охорону низка давньоруських городищ. Окрім Суража тут закладаються городища в Зайончках над р. Нарвою, Бранську над р. Нурцем та Більську (суч. Більську-Підляському). Поновлюється життя на колишньому племінному городищі в Гацьках. Більшість з цих городищ також охороняла з півночі північний захід Берестейщини – майбутню Дорогичинську землю від ятвягів та литвинів. З мазовецького боку тут знаходилися натомість два городища – Візна біля впадіння р. Бобри до Нарви і Сьвенцьк. Ці городища закладалися як проти русінів так і ятвягів. 
Городище в Суражі - є так звана Замкова гора - одне з найпотужніших давньоруських городищ на Підляшші. За своїми характеристиками воно є порівнювальним до Дорогичина. Городище розташовано в південній частині міста Сураж, близько 50 м на схід від вул. Rynek Kościelny на невеликому пагорбі над р. Нарва. Вал городища має форму нерегулярного овалу і пробігає краєм невеликого пагорбу, загальна площа якого нараховує близько 0,6 га. Вважається, що городище було оточено ровом, заповненим водою з Нарви. Найновіші дані розкопок показали, що городище в Суражу постало в XII ст. Наразі показано, що це городище заклали русини. Про це свідчить і час постання городища і знайдені на ньому артефакти. Однак через деякий час мешканці його залишили.  
Після відносно сприятливого періоду для поселення у Х-ХІІІ ст., на Підляшшя прийшов час виснажливих воєн. Це призвело до припинення життя на довгий час в поселеннях на Верхній Нарві і назавжди у верхній частині суч. Біловезької та Ладської Пущі. Старе руське населення на Підляшші утрималося переважно в околицях найбільших міст – Дорогичина, Більська, Бранська та Суража, що визначали майбутню межу руського та мазовецького ареалів в наступних XIV-XV ст. На захід і північ від цих пунктів натомість простягалися пустки. 
Наступний етап використання городища в Суражі розпочався в XIV ст., коли тут було збудовано дерев’яний литовський замок. Перша письмова згадка про Сураж походить вже з Литовського періоду. 1392 р. замок був спалений хрестоносцями. В XV ст. Сураж виконував роль столиці Суражської землі. Передгороддя дало початок місту локованому на магдебурзькому праві в 1445 р. В цей час на місці городища було зведено мурований замок, який був знищений під час шведського «потопу». 
У Суражу у XVI ст. була «ляцька» частина на лівому та «руська» на правому березі Нарви.  
За переписом 1897 року кількість мешканців становила 1599 осіб (813 чоловічої статі та 786 — жіночої), з яких , 368 — юдейської, 1157 — римо-католицької.

### Церкви
Перша церква під назвою Преображення Господнього існувала у Суражі до 1560 року. Крім неї існувала також церква Петра і Павла та св. Івана. В 1792 році давню Преображенську церкву розібрали, а на її місці звели нову. В 1867 році коло неї звели нову церкву Преображення, яка зазнала пошкоджень під час Першої світової війни та згодом була знищена під час акції Ревіндикації.

## Демографія
Демографічна структура станом на 31 березня 2011 року:
|          | Загалом | Допрацездатний вік | Працездатний вік | Постпрацездатний вік |
| -------- | ------- | ------------------ | ---------------- | -------------------- |
| Чоловіки | 489     | 106                | 326              | 57                   |
| Жінки    | 511     | 112                | 277              | 122                  |
| Разом    | 1000    | 218                | 603              | 179                  |